# Флигауф, Бенедек
Бенедек Флигауф (родился 15 августа 1974 года, Будапешт, Венгрия) — венгерский режиссёр и сценарист.

## Биография
Его старший брат — правозащитник, а младший — музыкант, играет на фаготе.
В 2002 году попытался поступить в Университет театра и фильма. Несмотря на то, что набрал максимальный балл и был обладателем уже пятнадцати международных наград, принят не был.
В 2009 году был членом жюри на Сараевском кинофестивале.

## Фильмография

### Режиссёр
- Говорящие головы / Beszélö fejek (2001)
- Есть ли жизнь перед смертью / Van élet a halál elött? (2002)
- Лес / Rengeteg (2003)
- Гипноз / Hypnos (2003)
- Дилер / Dealer (2004)
- Из Европы в Европу / Európából Európába (2004)
- Черта / A sor (2004)
- Транс / Pörgés (2005)
- Млечный путь / Tejút (2007)
- Csillogás (2008)
- Чрево / Womb (2010)
- Венгрия / Magyarország (2011)
- Просто ветер / Csak a szél (2012)
- Лилиевая тропа / Liliom ösvény (2016)
- Лес, я вижу тебя везде / Rengeteg — mindenhol látlak (2021)

### Сценарист
- Говорящие головы / Beszélö fejek (2001)
- Лес / Rengeteg (2003)
- Дилер / Dealer (2004)
- Черта / A sor (2004)
- Млечный путь / Tejút (2007)
- Чрево / Womb (2010)
- Венгрия / Magyarország (2011)
- Просто ветер / Csak a szél (2012)
- Лилиевая тропа / Liliom ösvény (2016)
- Лес, я вижу тебя везде / Rengeteg — mindenhol látlak (2021)

## Награды
- Венгерская кинонеделя, 2001 — Приз за лучший экспериментальный фильм (за «Говорящие головы»)
- Фестиваль молодого восточноевропейского кино в Котбусе, 2002 — Специальный приз в категории короткометражек (за «Гипноз»)
- Берлинале, 2003 — Wolfgang Staudte Award (за «Лес»)
- Венгерская кинонеделя, 2003 — «Gene Moskowitz» Critics Award (за «Лес»)
- Венгерская кинонеделя, 2003 — Мемориальная премия имени Шандора Симо (за «Лес»)
- Берлинале, 2004 — Reader Jury of the «Berliner Zeitung» (за «Дилера»)
- Международный кинофестиваль в Афинах, 2004 — Золотая Афина (за «Дилера»)
- Венгерская кинонеделя, 2004 — За лучшую режиссуру (за «Дилера»)
- Кинофестиваль в Мар-дель-Плата, 2004 — ACCA Jury Prize (за «Дилера»)
- Кинофестиваль в Мар-дель-Плата, 2004 — За лучшую режиссуру (за «Дилера»)
- Кинофестиваль в Мар-дель-Плата, 2004 — Приз ФИПРЕССИ (за «Дилера»)
- Кинофестиваль в Мар-дель-Плата, 2004 — Специальное упоминание (за «Дилера»)
- Wiesbaden goEast, 2004 — За лучшую режиссуру (за «Дилера»)
- Премия от венгерских кинокритиков, 2005 — Премия Ласло Надя (за «Дилера»)
- Серебряный крест Заслуги, 2005
- Международный кинофестиваль в Локарно, 2007 — Золотой леопард (за «Млечный путь»)
- Венгерская кинонеделя, 2008 — Специальный приз (за «Млечный путь»)
- Берлинале, 2012 — Кинопремия от Amnesty International (за «Просто ветер»)
- Берлинале, 2012 — Кинопремия мира (за «Просто ветер»)
- Берлинале, 2012 — Серебряный медведь (за «Просто ветер»)